# Gran Markus Jr.
Cándido Robles Cruz (Guadalajara, 14 de agosto de 1953) es un luchador profesional mexicano retirado. Es conocido bajo el nombre en el ring Gran Markus Jr. y por su trabajo en la promoción de lucha libre profesional mexicana Consejo Mundial de Lucha Libre (CMLL). Originalmente trabajó bajo el nombre de «Tony Benetto», pero a fines de la década de 1980 cambió a ser un luchador enmascarado, tomando el nombre de Gran Markus Jr. No está relacionado con el luchador Gran Markus: es una relación en storyline. Formó equipo con el Gran Markus original y luchó contra él. Perdió la máscara de Gran Markus Jr. el 29 de junio de 1997 cuando perdió un Lucha de Apuestas ante Mil Máscaras.

## Carrera en la lucha libre profesional
Cándido Robles hizo su debut en la lucha libre profesional en 1977, adoptando el nombre en el ring Tony Benetto en su debut. Como Benetto, inicialmente luchó en el circuito independiente antes de firmar con la Empresa Mexicana de Lucha Libre (EMLL), la promoción de lucha libre más grande de México y la más antigua aún activa del mundo. El 16 de enero de 1980, Benetto ganó su primer campeonato al derrotar a El Halcón para ganar el Campeonato Nacional de Peso Completo. Su primer reinado con el título duró hasta el 26 de julio de 1980, cuando perdió ante el recién debutante Cien Caras. Durante los siguientes años, Benetto haría equipo con Rayo de Jalisco Sr., derrotando a Sangre Chicana y Cien Caras para ganar el Campeonato Nacional en Parejas el 28 de octubre de 1985. El dúo retuvo el campeonato hasta el 16 de abril de 1986 donde perdieron ante Los Hermanos Dinamita (Cien Caras y su hermano Máscara Año 2000).
En 1987, Robles abandonó el personaje de «Tony Benetto» en favor de un personaje enmascarado llamado «Gran Markus Jr.», un personaje que, en términos argumentales, se presentaba como el hijo de Gran Markus, incluso si en realidad no eran parientes. Robles comenzó a luchar bajo la máscara que había sido el sello distintivo de Gran Markus durante años, revitalizando su carrera de lucha libre profesional. El 17 de diciembre de 1987 se convirtió en dos veces Campeón Nacional de Peso Completo de México, aunque no fue reconocido oficialmente como tal en ese momento ya que no existía ninguna conexión entre el personaje de «Tony Benetto» y Gran Markus Jr. El segundo reinado terminó el 7 de agosto de 1988, cuando fue derrotado por el título por Alfonso Dantés. En 1989, Gran Markus Jr. comenzó una storyline con el Gran Markus original, a través de la cual se reveló que en realidad no era el hijo de Gran Markus. Durante la historia, Gran Markus Jr. derrotó a Gran Markus en una Lucha de Apuestas, donde Gran Markus terminó rapado después del combate. El 9 de julio de 1990, Gran Markus Jr. ganó su tercer Campeonato Nacional de Peso Completo de México, derrotando a Popitekus por el cinturón. Este tercer y último reinado duró tres meses antes de perder el cinturón ante Rayo de Jalisco Jr., hijo de su excompañero de equipo. A principios de la década de 1990, Gran Markus Jr., El Hijo del Gladiador y Dr. Wagner Jr. formaron un equipo llamado La Ola Blanca, llamado así por la La Ola Blanca original que estaba formada por el padre del Dr. Wagner Jr., Dr. Wagner y Ángel Blanco. El trío derrotó a Los Brazos (El Brazo, Brazo de Oro y Brazo de Plata) el 22 de abril de 1994, para ganar el Campeonato Mundial de Tríos del CMLL. La Ola Blanca retuvo los títulos durante casi un año, hasta el 31 de marzo de 1995, cuando fueron derrotados por Los Chacales (Bestia Salvaje, Emilio Charles Jr. y Sangre Chicana). Al año siguiente, Gran Markus Jr. y El Hijo del Gladiador derrotaron a Atlantis y Rayo de Jalisco Jr. para ganar el Campeonato Mundial en Parejas del CMLL en nombre de La Ola Blanca. Su reinado con los cinturones en parejas sólo duró un mes, ya que Atlantis y Lizmark ganaron los cinturones el 18 de octubre de 1996. A finales de la década de 1990, La Ola Blanca se desintegró, ayudado por Gran Markus Jr., quien perdió su máscara blanca en una Lucha de Apuestas contra Mil Máscaras el 29 de junio de 1997. Después de la pérdida de la máscara, Gran Markus Jr. trabajó en un feudo contra Los Brazos, derrotando a Brazo de Oro en una Lucha de Apuestas de cabellera contra cabellera, pero terminó perdiendo su propia cabellera ante Brazo de Plata el 29 de mayo de 1998. En los años siguientes, la carrera de Gran Markus Jr. se desaceleró y trabajó en menos fechas y, generalmente, en lugares más pequeños. A principios de la década de 2000, Gran Markus Jr. perdió Luchas de Apuestas contra Atlantis, Rayo de Jalisco Jr., La Parka y Pierroth Jr., y le afeitaron la cabellera en cada ocasión.
Después de su retiro, otro luchador comenzó a utilizar el nombre de «Gran Markus Jr.» en el circuito independiente del norte de México. Fue el más reciente «Gran Markus Jr.» quien murió debido a complicaciones de la diabetes en marzo de 2015, no Robles.

## Campeonatos y logros
- Consejo Mundial de Lucha Libre
  - Campeonato Mundial en Parejas del CMLL (1 vez) - con El Hijo del Gladiador [6]
  - Campeonato Mundial de Tríos del CMLL (1 vez) – con El Hijo del Gladiador y Dr. Wagner Jr. [5]
  - Campeonato Nacional de Peso Completo (3 veces) [2]
  - Campeonato Nacional en Parejas (1 vez) – con Rayo de Jalisco Jr. [3]
- Comisión de Box y Lucha Libre de México, D. F.
  - Campeonato de Peso Completo del Distrito Federal (1 vez)